# Мешимере
Мешимере (фр. Mechimere) — город и супрефектура в Чаде, расположенный на территории региона Бахр-эль-Газаль. Административный центр департамента Клета.

## Географическое положение
Город находится в западной части Чада, к северо-востоку от озера Чад, на высоте 302 метров над уровнем моря.
Мешимере расположен на расстоянии приблизительно 197 километров к северо-востоку от столицы страны Нджамены.

## История
10 августа 2018 года Мешимере, являвшийся ранее частью департамента Южный Бахр-эль-Газаль, был провозглашён административным центром новообразованного департамента Клета.

## Население
По данным официальной переписи 2009 года численность населения Мешимере составляла 28 974 человека (15 521 мужчина и 13 453 женщины). Население супрефектуры по возрастному диапазону распределилось следующим образом: 48,5 % — жители младше 15 лет, 46,8 % — между 15 и 59 годами и 4,7 % — в возрасте 60 лет и старше.

## Транспорт
Ближайший аэропорт расположен в городе Нгури.